# Кокши (Кировская область)
 Кокши  — опустевшая деревня в Лебяжском районе Кировской области.

## География
Расположена на расстоянии примерно 27 км на юг-юго-запад от райцентра поселка  Лебяжье.

## История
Была известна с 1873 года, когда в ней было учтено дворов 24 и жителей 613, в 1905 56 и 380, в 1926 59 и 268, в 1950 35 и 132, в 1989 оставалось 9 человек. С 1939 по 1950 год учитывалась как Большие Кокши. В период 2006-2020 годов входила в состав Лажского сельского поселения до упразднения последнего.

## Население
Постоянное население составляло 1 человек (русские 100%) в 2002 году, 0 в 2010.